# Pairle

Armas do Conde de Glencairn, chefe do clã Cunningham. Neste caso um shakefork, que fica aquém das bordas do escudo

O pairle, perla ou pálio é uma honraria heráldica em forma de Y. É o resultado da combinação das cargas heráldicas Chevron e Pala. Cada um de seus braços devem ter um tamanho equivalente a um quinto da largura do escudo.
Para alguns autores, o pairle simboliza a "Santíssima Trindade" e para outros, representa as três devoções da cavalaria: "Deus, o Rei e a Rainha". Como um atributo heráldico, o pálio tem diferentes qualificações: invertida, ordenada, cheio ou malha.
A carga pálio é normalmente colocada de forma vertical não invertida, porém sendo aceitas outras colocações desta carga em escudos. Um exemplo de uma pálio colocado horizontalmente (fesswise) é a parte verde da bandeira da África do Sul. O pálio que fica aquém das bordas do escudo, e que tomas a forma de ponta ao terminar aos seus três membros é chamado de shakefork. Algumas fontes heráldicas não fazerem distinção entre um pálio e um shakefork.
O pálio de um escudo pode indicar uma conexão com o clero, particularmente com o arcebispado embora, nestes casos, o braço inferior do pálio não toque o fim do escudo escudo. O pálio é muitas vezes chamado de manto eclesiástico, em referência à vestimenta eclesiástica a partir do qual essa carga heráldica deriva.

## Galeria

Braços da Sé de Canterbury com um pálio episcopal